# Lantriac
Lantriac è un comune francese di 1 984 abitanti situato nel dipartimento dell'Alta Loira della regione dell'Alvernia-Rodano-Alpi. Il centro abitato è attraversato dal 45º Parallelo, la linea equidistante fra il Polo Nord e l'Equatore.

## Società

### Evoluzione demografica
Abitanti censiti

## Amministrazione

### Gemellaggi
- Venarotta (AP)